# Kristina Hammer

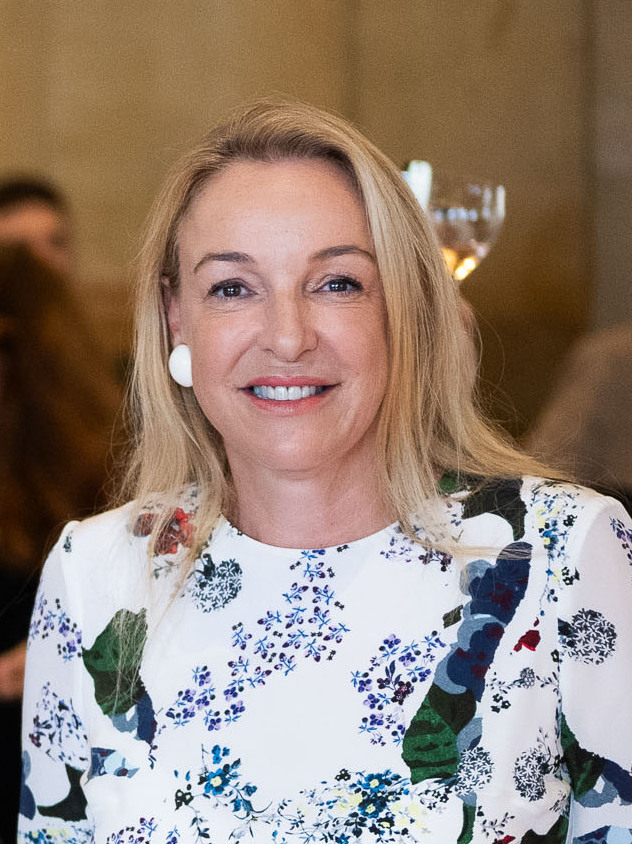
Kristina Hammer (2023)

Kristina Hammer (* 17. Dezember 1968 in Karlsruhe) ist eine deutsch-schweizerische promovierte Wirtschaftsjuristin, Unternehmerin, Verwaltungsratsmitglied und Managerin. Sie wurde am 24. November 2021 durch das Kuratorium des Salzburger Festspielfonds als Nachfolgerin von Helga Rabl-Stadler als Präsidentin der Salzburger Festspiele bestellt. Die Aufgabe hat sie am 1. Januar 2022 übernommen.

## Leben
Kristina Hammer gilt als Markenspezialistin. Sie gründete 2010 die Kommunikationsberatung HammerSolutions in Zürich, deren Inhaberin sie ist und war zusätzlich auch als externe Verwaltungsrätin/Beirätin aktiv. Davor war sie 15 Jahre operativ in internationalen Managementpositionen in Deutschland, Österreich und England tätig.
Nach ihrem ersten juristischen Staatsexamen an der Johannes Gutenberg-Universität Mainz sowie dem zweiten Examen promovierte sie an der Rechtswissenschaftlichen Fakultät der Universität Wien der Universität Wien zum Doktor der Rechtswissenschaften. Von 1995 bis 2000 arbeitete sie als Direktor Marketing für die Gerngross Kaufhaus AG sowie als Geschäftsführerin des Kaufhauses Steffl in der Kärntnerstrasse in Wien, nach dessen Neuausrichtung und Komplettumbau.
Von 2000 an arbeitete sie sieben Jahre in England in leitender Position für die Premier Automotive Group (Aston Martin, Jaguar, Land Rover, Volvo) sowie ab dem Jahr 2006 zusätzlich für deren Mutterkonzern, die Ford Motor Company Europe. Von 2007 bis 2009 leitete sie die globale Marketing-Kommunikation von Mercedes-Benz in Stuttgart.
Sie gilt als erfahren in den Bereichen Branding, Marketing und Public Relations. Sie absolvierte Weiterbildungen an der INSEAD Business School in Fontainebleau sowie an der Cornell und der Columbia University in New York. Als Dozentin hielt sie Gastvorträge an der Universität St. Gallen sowie der ETH Zürich.

## = Kultur
Kristina Hammer verfügt über Erfahrungen im Kulturmanagement und war Mitglied des Vorstands der Freunde des Opernhauses Zürich. Sie ist Freundin des Kunsthauses Zürich.
Im Februar 2023 beschloss das Kuratorium der Salzburger Festspiele eine Neuverteilung der Kompetenzen im Direktorium. Die Presse- und Medienarbeit wurde von Kristina Hammer an Intendant Markus Hinterhäuser übertragen.

## Persönliches
Kristina Hammer und ihr österreichischer Mann, der Wirtschaftsjurist Christoph Hammer, haben zwei Kinder.

## Werke
- Freier Zugang zum Binnenmarkt? Eine Untersuchung der Rechtsprechung des Europäischen Gerichtshofes zu Art. EGV „vor“ und „nach“ dem Urteil in den verbundenen Rechtssachen C-267 u. C-268/91 „Keck und Mithouard“. Dissertation, Universität Wien, 1997.
- Handbuch zum freien Warenverkehr. Eine Analyse der Rechtsprechung zu Art. 30 EGV vor und nach dem Urteil „Keck und Mithouard“. Dissertation, Universität Wien, 1998.[12]